# کتاکومبورا
کتاکومبورا (به لاتین: Ketakumbura) یک منطقهٔ مسکونی در سری‌لانکا است که در استان مرکزی (سری‌لانکا) واقع شده‌است.